# Slakkenval

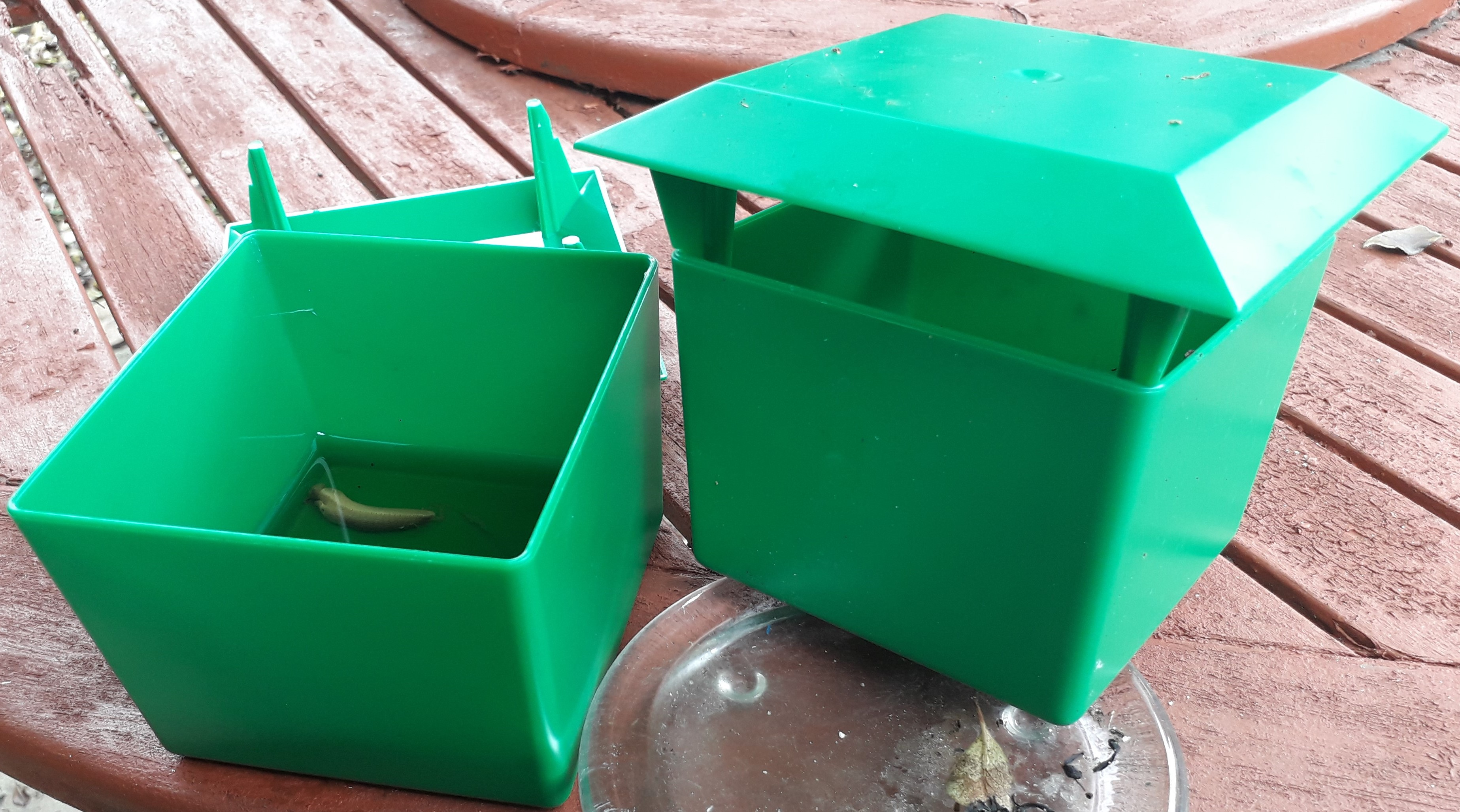
Bierval: slakken zijn aangetrokken tot de aroma en verdrinken in het bier

Een slakkenval is een apparaat met aas waarmee slakken gevangen en meestal gedood worden.
Het is een van de middelen die door tuinders en tuinierders gebruikt wordt ter bescherming van  gewassen. In slakkenbestrijding zijn echter meerdere alternatieven, waaronder puur gif en meer milieuvriendelijke oplossingen als slakkenbarrières en biologische bestrijding, die vooral door hobbyisten en biologische tuinders gebruikt worden.

## Beschrijving
Een slakkenval bestaat uit een vaak deels ingegraven bak (beker, soepbord, emmer) gevuld met een product dat voor slakken aantrekkelijker geurt dan de te beschermen gewassen. Veelal wordt het apparaat overdekt ter bescherming van het aas tegen regen en ter beperking van bereikbaarheid voor andere dieren.
De slakken kruipen de val in en doen zich tegoed aan het aas. Afhankelijk van het gebruikte aas, sterft de slak ter plekke of nestelt het zich in de overkapping. Ongeacht of dat de slakken dood of levend zijn, zo'n val moet periodiek verschoond worden.
Slakkenvallen dienen in principe buiten het perimeter de te beschermen gebieden geplaatst te worden, omdat de geur slakken van ver kan aantrekken.

## Aasvallen

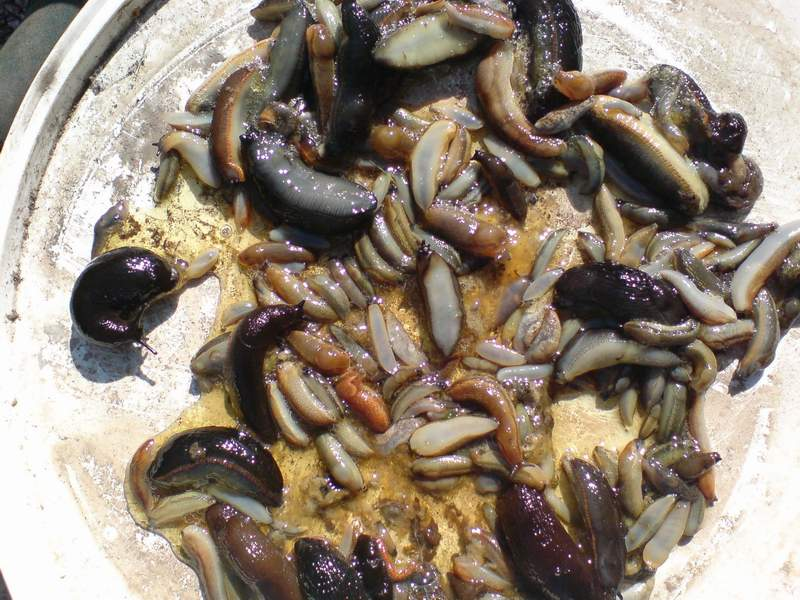
Naaktslakken gedood in een bierval

Aasvallen zijn slakkenvallen met aantrekkelijk voedsel en zonder gif. Enkele industriële stoffen kunnen slakken aantrekken over een oppervlakte van een paar honderd vierkante meter. Maar natuurlijke stoffen werken ook: bier (de zogenaamde 'bierval'), in water opgelost mout, en suikerwater zijn effectieve middelen om slakken aan te trekken. De effectiviteit van biervallen wordt wel betwijfeld door enkele auteurs, die wijzen op negatieve zijeffecten.
Wanneer geen gebruikgemaakt wordt van vloeistof, maar bijvoorbeeld van overrijp fruit of restjes groente, dan is een container niet noodzakelijk en kan volstaan worden met  een overkapping die als beschutting tegen de zon dient. Vochtig karton op het grondoppervlak is een aantrekkelijke schuilplaats voor vooral naaktslakken, die zich op de donkere en vochtige oppervlak aan de onderkant van het karton verzamelen. Dergelijke schuilplaatsen dienen periodiek verschoond te worden wil men daadwerkelijk van de slakken afkomen. Kartonnen platen gevuld met deze slakken worden simpelweg verwijderd en in de biobak gegooid, als dierenvoer gebruikt, of vernietigd in chloorwater. Deze  techniek wordt ook in de slakkenkweek gebruikt om naaktslakken uit de parken te verwijderen.

## Gifvallen

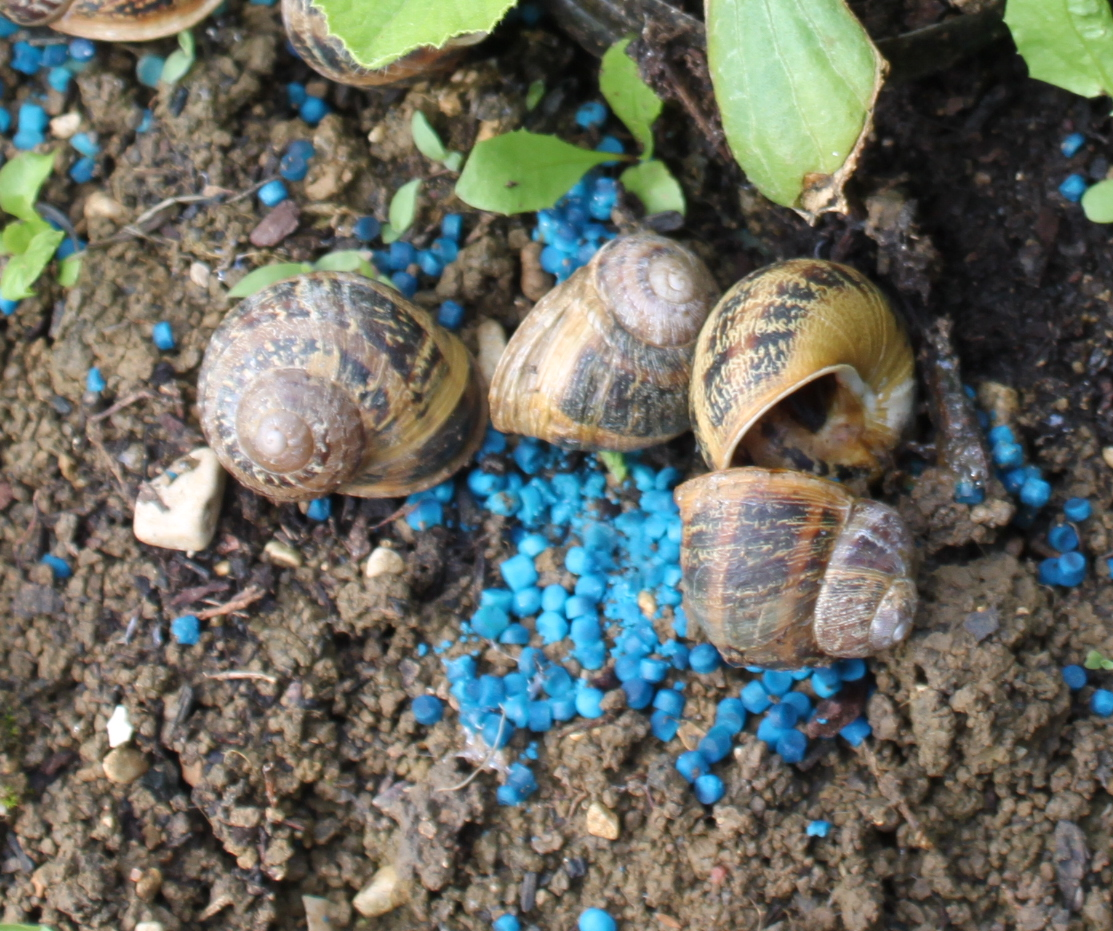
Slakkenkorrels en slachtoffers

Gifvallen, ook wel 'levende vallen' genoemd,  zijn vergelijkbaar met voorgaande vallen, behalve dat er in het aas ook slakkenkorrels toegevoegd word: de slakken eten en sterven ter plaatse, met een minimale kans dat andere dieren eveneens slachtoffer worden.